# Erebia albiligata
Erebia albiligata är en fjärilsart som beskrevs av Goltz 1939. Erebia albiligata ingår i släktet Erebia och familjen praktfjärilar. Inga underarter finns listade i Catalogue of Life.